# Stizus

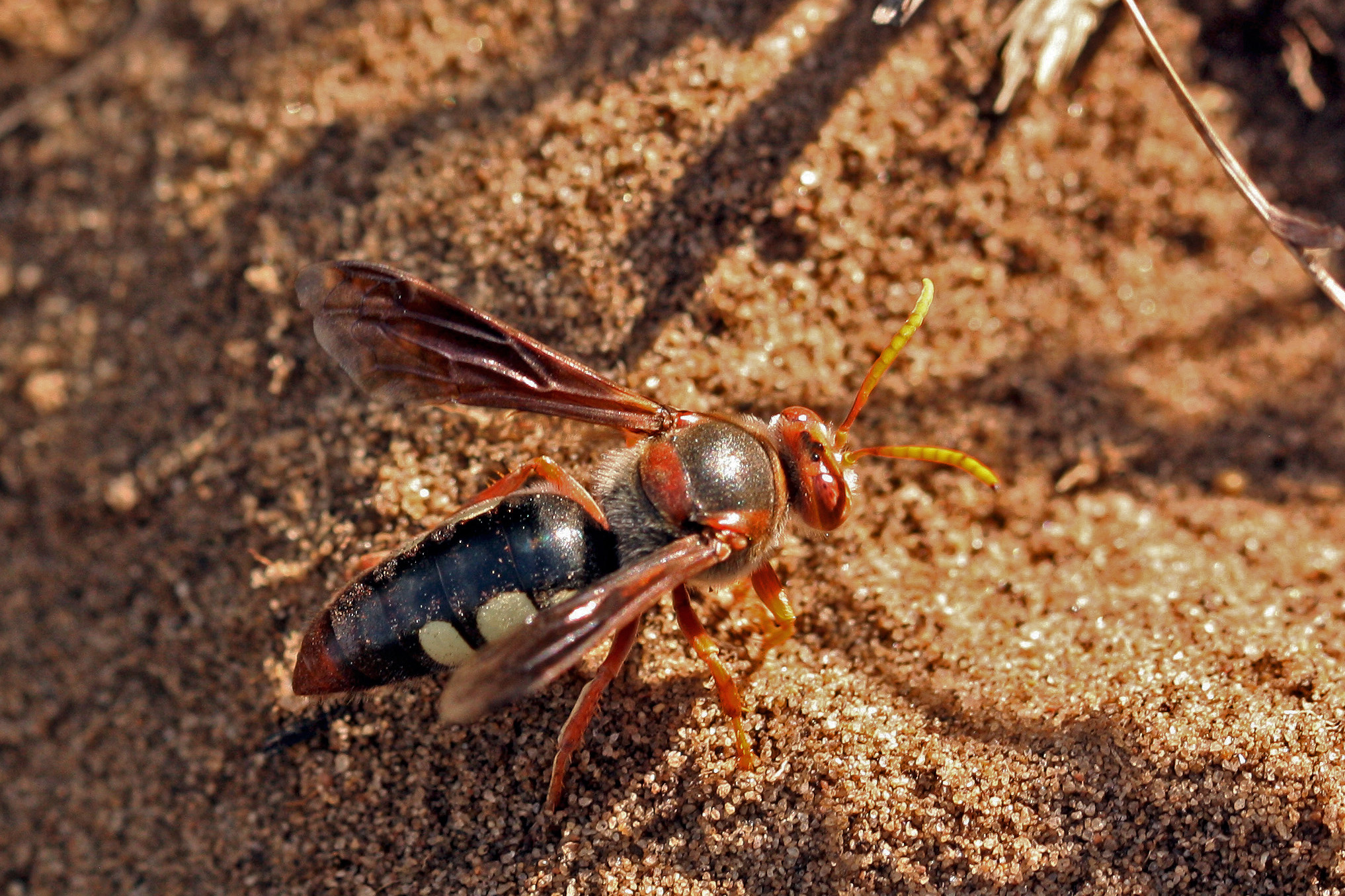
Stizus fuscipennis

Stizus ist eine Gattung der Grabwespen (Spheciformes) aus der Familie Crabronidae. Die Gattung umfasst 127 Arten, die vor allem in den heißen und warmen Klimaregionen der Erde verbreitet sind. Sie ist in der Paläarktis, in der Afrotropis sowie in der Nearktis vertreten. In Europa kommen 10 Arten vor, eine davon, Stizus perrisi, auch in Mitteleuropa.

## Merkmale
Die Grabwespen sind kräftig gebaut und erreichen eine Körperlänge bis 34 Millimeter. Sie sind gelb und schwarz, seltener auch rot gefärbt.

## Lebensweise
Die Weibchen legen einzellige Nester an. Während das Weibchen ausfliegt, wird der Nesteingang nicht verschlossen. Die Brut wird mit Heu- und Fangschrecken versorgt. Die Larven benötigen fünf bis sieben Tage für ihre Entwicklung und verpuppen sich dann in einem Kokon, der denen der Gattung Bembix ähnelt und an einem Ende eine große, auf der Seite eine kleine Öffnung hat. Durch diese nimmt die Larve Sand auf, mit dem sie die Innenwand vermischt mit einem Sekret auskleidet. Zuerst wird die große Öffnung, zuletzt die kleine mit Material verschlossen. Der Kokon ist nach einem Tag ausgehärtet.

## Arten (Europa)
- Stizus aestivalis Mercet, 1906
- Stizus annulatus (Klug, 1845)
- Stizus bipunctatus (F. Smith, 1856)
- Stizus continuus (Klug, 1835)
- Stizus fasciatus (Fabricius, 1781)
- Stizus hispanicus Mocsary, 1883
- Stizus perrisi Dufour, 1838
- Stizus pubescens (Klug, 1835)
- Stizus ruficornis (J. Forster, 1771)
- Stizus rufipes (Fabricius, 1804)

## Weitere Arten
- Stizus brevipennis – Nearktis
- Stizus fuscipennis – Namibia, Südafrika
- Stizus occidentalis – Nearktis
- Stizus tricolor Handlirsch, 1892 – Zypern

## Belege